# Droga pani z TV
Droga pani z TV – piosenka zespołu Lombard z albumu Śmierć dyskotece!, wydana w 1982 roku.

## Opis
Utwór ten jest uznawany za jeden z największych przebojów zespołu Lombard.
Utwór ukazał się również na płytach takich jak m.in.: Live (1983), ’81–’91 Największe przeboje (1991), Największe przeboje 1981–1987 (2) (1994), Gold (biały album) (1996), Gold (niebieski album (1998), Gwiazdy polskiej muzyki lat 80. (2007), Moja Kolekcja Małgorzaty Ostrowskiej (2007), Jacka Skubikowskiego imieniny polskiej piosenki (2008), The Best: Przeżyj to sam (2013).

## Pozycje na listach przebojów
| Kraj   | Notowanie (1982)                   | Pozycja |
| ------ | ---------------------------------- | ------- |
| Polska | Radiowa lista przebojów Programu I | 14      |
| Polska | Lista przebojów Programu Trzeciego | 22      |

## Inne wykonania
- Mateusz Rychlewski –  podczas koncertu Debiutów na 44. KFPP w Opolu w 2007 roku[2][3].